# Johann Christian Schmid
Johann Christian Schmid (* 9. März 1715 in  Marienberg; † 21. Oktober 1788 in Eisleben) war ein deutscher kursächsischer Bergkommissionsrat und Bergvogt in Thüringen.

## Leben
Er stammte aus einer Bergmannsfamilie in der erzgebirgischen Bergstadt Marienberg, wurde der Stammvater einer Gelehrtenfamilie und heiratete Christiane Friderike († 18. März 1759 in Eisleben), die einzige Tochter des promovierten Bürgermeisters und Stadtvogts der in der Grafschaft Mansfeld gelegenen Bergstadt Eisleben, Christian Ferdinand Wappenhentsch.
Er übernahm das Amt des Bergvogtes in Thüringen und wurde als Bergkommissionsrat eines der höchsten Bergbeamten des Kurfürstentums Sachsen. Im Alter von 70 Jahren stellte er den Antrag, die Stelle des Bergvogts, die er für Thüringen und die Grafschaft Mansfeld ausübte, niederlegen zu dürfen, was ihm auch gestattet wurde. Seine Dienstwohnung im Bergamtsgebäude in Eisleben durfte er bis zu seinem Tod im Jahre 1788 behalten. Daneben war Schmid viele Jahre Zehntner in Sangerhausen und Bottendorf gewesen. Zu seinen Kollegen gehörte Heinrich Ulrich Erasmus von Hardenberg, der Vater des Dichters der Frühromantik, Novalis.
Einer seiner Söhne starb bereits 1765 im Alter von 14 Jahren. Weitere Söhne waren der Thüringer Bergvogt Ernst Rudolph Wilhelm Schmid (* 1753; † 5. Juni 1795 in Stolberg) und Carl Ferdinand Schmid (* 26. Februar 1750 in Eisleben; † 1. April 1809 in Wittenberg), Professor der Ethik sowie außerordentlicher Professor des Natur- und Völkerrechts in Wittenberg sowie der Professor Christian Heinrich Schmid in Gießen.
Der höhere Bergbeamte und Chronist Christian Wilhelm Friedrich Schmid war sein Neffe.

## Denkmal
Auf dem Annenkirchplatz in der Lutherstadt Eisleben, wo sich früher der Gottesacker von St. Annen befand, hat sich bis heute das Grabmal für Johann Christian Schmid erhalten. Er ist eine Urne aus Sandstein mit Girlanden auf abgebrochener, kannelierter Säule, daran befinden sich weinlaubumrankte Medaillons. Das Grabmal steht unter Denkmalschutz.